# Тычок (шашка)

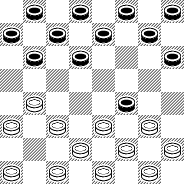
Черные ставят тычок (позиция из дебюта «обратный тычок»)

Тычок — белая (чёрная) простая c5 (f4), задерживающая при отсутствии неприятельской простой a5 (h4) его шашки a7 и c7 или a7 и e7 (f2 и h2 или d2 и h2). Характерная деталь для дебютов обратный тычок, тычок, центральный тычок.

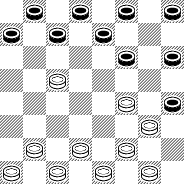
Белые после 6.e:c5 поставили тычок (позиция из дебюта Центральный тычок